# Elezioni regionali in Sardegna del 1949
Le elezioni regionali in Sardegna del 1949 si tennero l'8 maggio.
A norma dello Statuto regionale la durata della Legislatura era stabilita in 4 anni.
L'amministrazione si resse su un accordo centrista fra la Democrazia Cristiana e il Partito Sardo d'Azione.

## Risultati
| Liste                                             | Voti    | %     | Seggi |
| ------------------------------------------------- | ------- | ----- | ----- |
| Democrazia Cristiana (DC)                         | 196.918 | 33,99 | 22    |
| Partito Comunista Italiano (PCI)                  | 112.311 | 19,38 | 13    |
| Partito Nazionale Monarchico (PNM)                | 67.141  | 11,59 | 7     |
| Partito Sardo d'Azione (PSd'Az)                   | 60.525  | 10,45 | 7     |
| Partito Sardo d'Azione Socialista (PSd'AzS)       | 38.081  | 6,57  | 3     |
| Movimento Sociale Italiano (MSI)                  | 35.402  | 6,11  | 3     |
| Partito Socialista Italiano (PSI)                 | 34.858  | 6,02  | 3     |
| Partito Socialista dei Lavoratori Italiani (PSLI) | 16.829  | 2,90  | 1     |
| Partito Liberale Italiano (PLI)                   | 11.775  | 2,03  | 1     |
| Fronte dell'Uomo Qualunque (UQ)                   | 4.838   | 0,84  | -     |
| Indipendenti                                      | 707     | 0,12  | -     |
| Totale                                            | 579.385 |       | 60    |

| Riepilogo dei seggi | Riepilogo dei seggi | Riepilogo dei seggi | Riepilogo dei seggi | Riepilogo dei seggi | Riepilogo dei seggi | Riepilogo dei seggi |
| ------------------- | ------------------- | ------------------- | ------------------- | ------------------- | ------------------- | ------------------- |
|                     |                     |                     |                     |                     |                     |                     |
| PCI                 | 13                  | N/A                 |                     | PSI                 | 3                   | N/A                 |
| PSLI                | 1                   | N/A                 |                     | PSd'AzS             | 3                   | N/A                 |
| PSd'Az              | 7                   | N/A                 |                     | DC                  | 22                  | N/A                 |
| PLI                 | 1                   | N/A                 |                     | PNM                 | 7                   | N/A                 |
| MSI                 | 3                   | N/A                 |                     |                     |                     |                     |